# Leiopsammodius evanidus
Leiopsammodius evanidus är en skalbaggsart som beskrevs av Louis Albert Péringuey 1901. Leiopsammodius evanidus ingår i släktet Leiopsammodius och familjen Aphodiidae. Inga underarter finns listade i Catalogue of Life.